# Zélée-Subglazialgraben
Der Zélée-Subglazialgraben (englisch Zélée Subglacial Trench) ist ein durch Gletschereis vollständig überdeckte Senke im ostantarktischen Georg-V.-Land. Er verläuft in nordnordost-südsüdwestlicher Ausrichtung und fällt mit dem durch den Mertz-Gletscher geschaffenen Kar zusammen. 
Seine Ausdehnung wurde mittels Sonarortung im Rahmen eines gemeinsamen Programms des Scott Polar Research Institute, der National Science Foundation und Dänemarks Technischer Universität zwischen 1967 und 1979 ermittelt. Benannt ist er nach der Zélée, dem Schiff der Dritten Französischen Antarktisexpedition (1837–1840) unter der Leitung des Polarforschers Jules Dumont d’Urville.